# 尼古劳斯·斯库法斯市镇
尼古劳斯·斯库法斯市镇（希臘語：Νικόλαος Σκουφάς）是希腊伊庇鲁斯大区阿尔塔专区的市镇，行政中心为派塔镇。市镇面积为231.8平方公里，2021年人口数量为11,356人。该市镇以希腊独立运动中的领袖尼古劳斯·斯库法斯命名。
此市镇设立于2011年地方政府改革中，由原4个市镇合并而成，原市镇则成为此市镇的4个市区。